# Clarisa (telenovela)
Clarisa (lit. Clarissa) é uma telenovela mexicana produzida por Juan Osorio para a Televisa e exibida pelo Canal de las Estrellas entre 15 de março e 11 de junho de 1993. 
Foi protagonizada por Gabriela Roel e Manuel Landeta e antagonizada por Laura Flores e Rafael Rojas.

## Sinopse
Na década de 1930, em uma grande fazenda conhecida como Los Arrayanes, o senhor Guillermo González León vivia com suas duas filhas: a mais velha é Elide, uma mulher frívola, apaixonada e ambiciosa; enquanto a mais nova, Clarisa, é alegre, meiga e sensível. Elide é uma mulher amarga, porque sempre sentiu que o pai preferia Clarisa, por isso tem um ódio profundo pela irmã. Esta última é admitida em uma escola para moças, o que a priva de seu grande espírito de liberdade e de sua grande vontade de conhecer o mundo. Clarisa ama profundamente seu pai e ele a ama, por isso Dom Guillermo sofre com seu afastamento e com o ódio que sua filha mais velha sente pela caçula.
Como Don Guillermo está muito doente, Elide se aproveita da situação e mata seu pai. Agora, sem ninguém em seu caminho, Elide está pronta para assumir o rancho e a fortuna de seu pai, bem como gerenciar Clarisa à vontade. Mas seu objetivo é interrompido quando Clarisa conhece e se apaixona por Rolando Garza, um jogador local. Eles se casam em segredo, apesar da oposição de Elide, que planejava unir sua irmã em casamento com Danilo, um jovem rico e ambicioso do local. Disposta a anular o casamento de qualquer forma, Elide se prepara para pagar um assassino para matar Rolando, mas ela mesma decide assassinar o jovem.
Elide é casada com Gastón, um homem que a adora, mas ela o trata com desprezo e o humilha constantemente. No entanto, um dia Gastón descobre que sua esposa o está traindo com Efraín, o capataz de Los Arrayanes. Ele pede o divórcio, mas Elide o mata para evitar escândalos na cidade. Ao mesmo tempo, ao descobrir que Clarisa está grávida de Rolando, Elide aproveita para dizer aos pais de Gastón que está grávida, já que planeja fazer com que o futuro bebê de sua irmã seja seu.
Clarisa dá à luz uma menina. Elide mente para sua irmã e a faz acreditar que sua filha morreu, mas na verdade a escondeu. Triste com a morte de Rolando e de sua filha, Clarisa decide deixar a fazenda e vagar sem rumo de uma cidade a outra. Em uma de suas viagens conhece um homem idêntico a Rolando, o Dr. Roberto Arellano, que se revela seu irmão gêmeo e uma nova esperança para Clarisa, pois a ajudará a obter as provas necessárias para provar que a filha de Elide é realmente dela .

## Elenco
- Gabriela Roel - Clarisa González León
- Manuel Landeta - Dr. Rolando Arellano / Roberto Arellano
- Laura Flores - Elide González León
- Ariel López Padilla - Gastón Bracho Sanabria
- Rolando de Castillo - Don Guillermo González León
- David Reynoso - Don Jaime Bracho Sanabria
- Regina Torné - Doña Beatriz de Bracho Sanabria
- Rafael Rojas - Danilo Bracho Sanabria
- Raúl Buenfil - Dr. Javier
- Aarón Hernán - Dr. Héctor Brenes
- Germán Robles - Cardona
- Leticia Perdigón - Aurelia
- Alicia Montoya - Casilda
- Carmelita González - Sofía
- Claudia Guzmán - Rosita
- Toño Infante - Efraín
- Luis Rizo - Antonio
- Dolores Beristáin - Dolores
- Guadalupe Deneken - Ofelia
- Blas García - Balmaseda
- Guillermo de Alvarado "Condorito" - Pichón
- Carlos Navarro - Genaro
- Marisol Centeno - Itzel
- Guillermo Rivas - Sacerdote
- Luis Aguilar - Neto

## Prêmios e indicações

### Prêmio TVyNovelas 1994
| Categoria                | Nominado(a)  | Resultado |
| ------------------------ | ------------ | --------- |
| Melhor atriz antagonista | Laura Flores | Indicado  |